# Ovejero magallánico
https://journals.plos.org/plosgenetics/article?id=10.1371/journal.pgen.1010160
El ovejero magallánico es una raza canina originaria de la Patagonia occidental. Fue desarrollada para trabajar en la actividad ovina e importados de Chile en 1892. Actualmente, el Kennel Club trabaja con el objetivo de que la raza sea internacionalmente reconocida.

## Origen
La historia del ovejero magallánico data de fines del siglo XIX, cuando llegaron principalmente de las islas Malvinas, a la Patagonia chilena y argentina, grupos de personas vinculadas al manejo de ovejas que necesitaban de la ayuda y apoyo de perros especialistas. Con el transcurrir de los años, esos perros importados, los cuales probablemente no eran de un mismo tipo, fueron cruzados con un criterio netamente utilitario, es decir se seleccionaron ejemplares capaces de desarrollar labores de pastoreo, resistentes a las rigurosas condiciones climáticas de la Patagonia.
Cabe la posibilidad de que, dentro de los perros que aportaron su herencia genética para dar origen al ovejero magallánico, además de los perros pastores, estuviese el perro yagán o perro fueguino —que desciende muy probablemente del aguará guazú, una especie de zorro sudamericano—, ancestral raza canina que existió antes de la colonización y que acompañaba a los selknam y yaganes; se extinguió a comienzos del siglo XX.

## Características

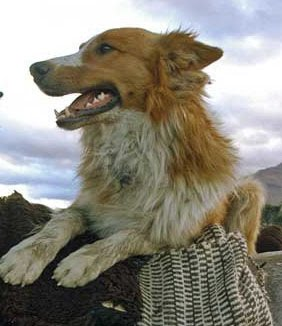
Ovejero Magallánico.

Un instinto innato para el pastoreo de ovejas, inteligencia, carácter sumiso y fiel, y por sobre todo una resistencia a toda prueba ante el frío extremo, la nieve y las grandes distancias a recorrer, son parte de las particularidades del pastor ovejero magallánico.
Entre otras cosas, es uno de los pocos perros pastores del mundo capaz de seguirle el ritmo a arrieros a caballo, por más de 30 km diarios, y cuidando piños de mil ovejas solo entre cinco compañeros. En medio de la tundra austral, acostumbra a comer cada tres días y casi no bebe agua cuando trabaja, para jamás despegarse del rebaño, lo que no ocurre con otras razas introducidas en los últimos años, como el border collie escocés o el kelpie australiano.
El ovejero magallánico ha sido en los últimos 100 años la principal herramienta de trabajo para los ganaderos de la Patagonia, inmortalizado en el Monumento al Ovejero de Punta Arenas.
De estatura mediana, de unos 50 centímetros de alzada, pelo largo, hocico cuadrado, y orejas en punta, tiene un grueso pelaje capaz de repeler la nieve. Aunque sus orígenes se remontan a perros de pastoreo europeos que llegaron con los primeros rebaños a la zona, fue su poder de adaptación a un entorno extremo lo que generó un fenotipo nuevo que para el Kennel Club representa un patrimonio nacional. El peligro de que la genética de esta raza criolla se pierda está latente, por la cruza sin control.
Para certificarla, expertos los censan para registrar su linaje y fenotipo en base al ADN y otras mediciones, y así presentar el “estándar” de la raza, que es la descripción de sus rasgos físicos, carácter y funcionalidad.
De ser reconocida, esta sería la segunda raza certificada a nivel nacional. El terrier chileno ya posee ese estatus y espera la certificación internacional.
Según Eduardo Montoya, de la Comisión de Razas Emergentes del Kennel Club de Chile, la identificación genética y con microchip de al menos seis familias puras y los antecedentes estadísticos recopilados en terreno son los requisitos para que «Federación Cinológica Internacional (FCI) pueda certificar esta raza como endémica, propia de Chile, y en un segundo proceso, como raza reconocida internacionalmente para participar en exposiciones».
Para Werner Kirschbaum, exjuez argentino por 50 años de la FCI, criador y especialista en 20 razas, «el ovejero magallánico es un gran perro, hecho por el medio. Eso es lo que vale, sería una lástima para Chile que se perdiera».
Su peso varía entre 25 a 30 kilos